# Kruth

Kruth este o comună în departamentul Haut-Rhin din estul Franței. În 2009 avea o populație de 1.029 de locuitori.

## Evoluția populației
| An        | 1975  | 1982  | 1990 | 1999  | 2006  | 2009  |
| --------- | ----- | ----- | ---- | ----- | ----- | ----- |
| Populație | 1.012 | 1.002 | 976  | 1.010 | 1.018 | 1.029 |